# 야상곡 (드뷔시)
야상곡들(L. 91), 때로는 세 개의 야상곡(프랑스어: Trois Nocturnes 또는 영어: Three Nocturnes)은 프랑스의 작곡가 클로드 드뷔시가 작곡한 3악장으로 구성된 관현악곡으로, 1899년 12월 15일에 완성되었다.

## 가능한 기원
이 야상곡은 2 개의 손실된 미완성 작품과 연결될 수 있다. 드뷔시는 1892년 앙리 드 레니에(Henri de Régnier)의 시를 배경으로 한 오케스트라 삼부작인 Trois Scènes au Crépuscule ("Three Twilight Scenes")을 거의 완성하였다고 기술하고 있다. 드뷔시는 또한 Eugène Ysaÿe를 위하여 작곡한 "회색 그림에 대한 연구(a study in grey painting)"라고 불리는 바이올린 협주곡을 작곡하고 있었다. 그는 두 곡을 모두 마무리 단계에서 중단하였다. 그들의 원고가 남아있지 않아서 이들 중 하나가 야상곡에 다시 사용되었다는 확신은 없지만 가능성은 충분히 남아있다.

## 악장
세 악장들은 다음과 같다. 
1. Nuages ("Clouds") Modéré – Un peu animé – Tempo I – Plus lent – Encore plus lent.
2. Fêtes ("Festivals") Animé et très rythmé – Un peu plus animé – Modéré (mais toujours très rythmé) – Tempo I – De plus en plus sonore et en serrant le mouvement – Même Mouvement.
3. Sirènes ("Sirens") Modérément animé – Un peu plus lent – En animant, surtout dans l’expression – Revenir progressivement au Tempo I – En augmentant peu à peu – Tempo I – Plus lent et en retenant jusqu’à la fin.

 세 악장은 일련의 인상파 그림들로부터 영감을 얻었고, 화가 제임스 애벗 맥닐 휘슬러의 야상곡이라고도 부른다.
드뷔시는 야상곡에 대하여 "서문"에서 다음과 같이 기술하고 있다.
야상곡(Nocturnes)이라는 제목은 일반적으로 장식적인 의미로 해석된다. 따라서 일반적인 형태의 야상곡을 나타내는 것이 아니라 단어가 제안하는 모든 다양한 인상과 빛의 특수 효과를 나타내는 것이다. 'Nuages'는 하늘의 변함없는 모습과 구름의 느리고 장엄한 움직임을 묘사하며, 흰색으로 밝은 색조를 띤 회색 톤으로 사라진다. 'Fêtes'는 갑작스러운 빛의 번쩍임과 함께 분위기의 진동, 춤 리듬을 제공한다. 축제 장면을 통과하여 합쳐지는 행렬(눈부신 환상적인 비전)도 있다. 그러나 음악 리듬에 참여하는 음악과 빛나는 먼지가 섞인 축제는 배경과 동일하게 유지된다. 'Sirènes'는 바다와 그들이 지닌 무수한 리듬을 묘사하고 있으며, 여기에서는 달빛이 은은한 파도 사이로 웃으며 지나가는 사이렌의 신비로운 노래를 들을 수 있다.
첫 두 악장, Nuages 와 Fêtes는 1900년 12월 9일 파리에서 Camille Chevillard의 지휘로 Lamoureux Orchestra에 의해 초연되었다. 전곡은 1901년 10월 27일에 같은 연주자들에 의해 처음 연주되었다. 초기 공연은 비평가들과 대중으로부터 싸늘한 반응을 받았으나 오늘날 이들은 Debussy의 가장 접근하기 쉽고 인기있는 작품으로 간주되며 이 곡의 아름다움에 많은 찬사를 받는다. 이 곡은 약 25분 동안 지속된다.

## 구성악기
- 목관악기: 플루트3, 오보에2, 잉글리시 호른, 클라리넷2, 바순3
- 금관악기: 호른4, 트럼펫3, 트롬본3, 튜바
- 타악기: 팀파니, 작은북, 심벌즈
- 현악기: 하프2, 현악 5부
- 그 외: 가사 없는 여성 합창(〈Sirènes〉만 해당)

## 편곡
- 완성 된 작품은 Maurice Ravel에 의해 두 개의 피아노를 위한 곡으로도 쓰여졌다 .
- Fêtes는 영국 피아니스트 Leonard Borwick에 의해 피아노 독주곡으로 편곡되었고 Emil Gilels 및 많은 연주가에 의해 녹음되었다.[4]
- Fêtes는 Merlin Patterson과 William Schaefer에 의해 대형 목관악기 교향곡 앙상블로도 편곡되었다.